# 瓊斯冰川
瓊斯冰川（英語：Jones Glacier），是南極洲的冰川，位於威廉二世地，處於克勞斯角以東，長11公里、寬9公里，根據美國海軍拍攝的空中照片繪入地圖，現時由南極條約體系管理。